# Saint-Caprais, Allier
Saint-Caprais är en kommun i departementet Allier i regionen Auvergne-Rhône-Alpes i de centrala delarna av Frankrike. Kommunen ligger  i kantonen Hérisson som ligger i arrondissementet Montluçon. År 2022 hade Saint-Caprais 97 invånare.

## Befolkningsutveckling
Antalet invånare i kommunen Saint-Caprais
Referens: INSEE